# جون ر. كليمر
جون ر. كليمر (بالإنجليزية: John R. Clymer)‏ هو مهندس أمريكي، ولد في 9 ديسمبر 1941 في ماريون في الولايات المتحدة.